# Vinderei
Vinderei è un comune della Romania di 4 648 abitanti, ubicato nel distretto di Vaslui, nella regione storica della Moldavia. 
Il comune è formato dall'unione di 8 villaggi: Brădești, Docani, Docăneasa, Gara Docăneasa, Gara Tălășman, Obârseni, Valea Lungă, Vinderei.